# Shoot Many Robots
Shoot Many Robots è un videogioco, sviluppato dalla Demiurge Studios e pubblicato dalla Ubisoft per il download digitale per Xbox Live Arcade, PlayStation Network e Microsoft Windows. È il primo titolo originale ad essere pubblicato dalla casa sviluppatrice di videogiochi precedentemente conosciuta per il suo lavoro in titoli come Rock Band, BioShock, Mass Effect ed altri. Il videogioco è stato reso disponibile nel marzo 2012.